# 저우자치
저우자치(중국어 정체자: 周佳琪, 병음: Zhōu Jīaqí, 한자음: 주가기, 1983년 1월 5일~ )는 중화민국의 제19대 핑둥시장이다.

## 학력
- 핑둥현 신위안향 우롱 국민소학
- 핑둥현립 신위안 국민중학
- 다런 과기대학 의료관리학과
- 라베른 대학교 경영학 석사
- 칭화 대학 경제경영학원 박사과정